# Montsec de Badià
El Montsec de Badià és un indret del Montsec d'Ares situat al municipi d'Àger a la comarca de la Noguera, amb una elevació màxima de 1.164 metres.